# Volta a Cataluña 1960
La Volta a Cataluña 1960 fue la 40.ª edición de la Volta a Cataluña. Se disputó en 9 etapas del 4 al 11 de septiembre de 1960 con un total de 1235,5 km. El vencedor final fue el español Miguel Poblet del equipo Ferrys por delante de sus compatriotas y compañeros de equipo José Pérez-Francés y Emilio Cruz.
La tercera y octava etapa estaban divididas en dos sectores. Hubo tres contrarrelojes; una por equipos en el primer sector de la tercera etapa; y dos individuales, una en la primera etapa y otra en el primer sector de la octava etapa. Había bonificaciones de 60 y 30 segundos para los dos primeros de cada etapa.
Segunda victoria final de Miguel Poblet después de la conseguida ocho años antes. Participó en la competición con el equipo Ferrys, ya que su actual equipo Ignis tuvo problemas con las lesiones.

## Etapas
| Etapa | Fecha            | Ciudades de etapa                                        | km    | Vencedor de la etapa    | Líder de la general     |
| ----- | ---------------- | -------------------------------------------------------- | ----- | ----------------------- | ----------------------- |
| 1.ª   | 4 de septiembre  | Circuito de Montjuïc (Barcelona) (CRI)                   | 3,8   | Antonio Gómez del Moral | Antonio Gómez del Moral |
| 2.ª   | 4 de septiembre  | Barcelona – Reus                                         | 120,0 | Miguel Poblet           | Antonio Gómez del Moral |
| 3.ª A | 5 de septiembre  | Reus - Falset (CRE)                                      | 33,0  | Ferrys                  | Antonio Gómez del Moral |
| 3.ª B | 5 de septiembre  | Falset - Tortosa                                         | 80,0  | Antonio Gómez del Moral | Antonio Gómez del Moral |
| 4.ª   | 6 de septiembre  | Tortosa - Lérida                                         | 186,0 | Miguel Poblet           | Miguel Poblet           |
| 5.ª   | 7 de septiembre  | Lérida - Puigcerdá                                       | 166,0 | Julio Jiménez           | Miguel Poblet           |
| 6.ª   | 8 de septiembre  | Puigcerdá - Palafrugell                                  | 178,0 | Miguel Poblet           | Miguel Poblet           |
| 7.ª   | 9 de septiembre  | Palafrugell - Manresa                                    | 214,0 | Ángel Guardiola         | Miguel Poblet           |
| 8.ª A | 10 de septiembre | Monistrol de Montserrat - Monasterio de Montserrat (CRI) | 8,7   | Antonio Karmany         | Miguel Poblet           |
| 8.ª B | 10 de septiembre | Monasterio de Montserrat - Sant Feliu de Llobregat       | 98,0  | José Segú               | Miguel Poblet           |
| 9.ª   | 11 de septiembre | San Felíu de Llobregat - Barcelona                       | 148,0 | José Pérez-Francés      | Miguel Poblet           |

### 1.ª etapa[1]
04-09-1960: Circuito de Montjuïc (Barcelona), 3,8: CRI
|   | Ciclista                | Equipo   | Tiempo |
| - | ----------------------- | -------- | ------ |
| 1 | Antonio Gómez del Moral | Licor 43 | 5' 27" |
| 2 | Antonio Suárez          | Faema    | +01"   |
| 2 | Miguel Pacheco          | Catigene | m. t.  |

|   | Ciclista                | Equip    | Temps  |
| - | ----------------------- | -------- | ------ |
| 1 | Antonio Gómez del Moral | Licor 43 | 4' 27" |
| 2 | Antonio Suárez          | Faema    | +46"   |
| 2 | Miguel Pacheco          | Catigene | m. t.  |

### 2.ª etapa
04-09-1960: Barcelona – Reus, 120,0 km.:
|   | Ciclista            | Equipo          | Tiempo     |
| - | ------------------- | --------------- | ---------- |
| 1 | Miguel Poblet       | Ferrys          | 2h 45' 55" |
| 2 | José Luis Talamillo | Brandy Majestad | m. t.      |
| 3 | Gabriel Mas         | Faema           | m. t.      |

|   | Ciclista                | Equipo   | Tiempo     |
| - | ----------------------- | -------- | ---------- |
| 1 | Antonio Gómez del Moral | Licor 43 | 2h 50' 22" |
| 2 | Miguel Poblet           | Ferrys   | + 03"      |
| 3 | Antonio Suárez          | Faema    | + 46"      |

### 3.ª etapa[2]
05-09-1960: (3A Reus - Falset 33 km CRE) y (3B Falset - Tortosa 80 km):
|   | Equipo   | Tiempo  |
| - | -------- | ------- |
| 1 | Ferrys   | 55' 02" |
| 2 | Licor 43 | + 32"   |
| 3 | Faema    | + 36"   |

|   | Corredor                | Equipo   | Tiempo     |
| - | ----------------------- | -------- | ---------- |
| 1 | Antonio Gómez del Moral | Licor 43 | 2h 18' 03" |
| 2 | Antón Barrutia          | Faema    | + 2' 21"   |
| 3 | José Segú               | Kas      | + 2' 22"   |

|   | Ciclista                | Equipo   | Tiempo     |
| - | ----------------------- | -------- | ---------- |
| 1 | Antonio Gómez del Moral | Licor 43 | 3h 13' 37" |
| 2 | Miguel Poblet           | Ferrys   | + 1' 50"   |
| 3 | José Pérez-Francés      | Ferrys   | m. t.      |

|   | Ciclista                | Equipo   | Tiempo     |
| - | ----------------------- | -------- | ---------- |
| 1 | Antonio Gómez del Moral | Licor 43 | 6h 02' 59" |
| 2 | Miguel Poblet           | Ferrys   | + 2' 23"   |
| 3 | José Pérez-Francés      | Ferrys   | + 3' 53"   |

### 4.ª etapa
06-09-1960: Tortosa - Lérida, 186,0 km.:
|   | Corredor           | Equipo         | Tiempo     |
| - | ------------------ | -------------- | ---------- |
| 1 | Miguel Poblet      | Ferrys         | 5h 17' 57" |
| 2 | José Pérez-Francés | Ferrys         | m. t.      |
| 3 | Josep Badia        | D.C. Barcelona | m. t.      |

|   | Ciclista           | Equipo | Tiempo      |
| - | ------------------ | ------ | ----------- |
| 1 | Miguel Poblet      | Ferrys | 11h 22' 19" |
| 2 | José Pérez-Francés | Ferrys | + 2' 00"    |
| 3 | Emilio Cruz        | Ferrys | + 2' 45"    |

### 5.ª etapa[3]
07-09-1960: Lérida - Puigcerdá, 166,0 km.:
|   | Ciclista           | Equipo   | Tiempo     |
| - | ------------------ | -------- | ---------- |
| 1 | Julio Jiménez      | Catigene | 4h 24' 15" |
| 2 | Julio San Emeterio | Faema    | + 09"      |
| 3 | Juan Escolá        | Ferrys   | + 10"      |

|   | Ciclista           | Equipo | Tiempo      |
| - | ------------------ | ------ | ----------- |
| 1 | Miguel Poblet      | Ferrys | 15h 51' 44" |
| 2 | José Pérez-Francés | Ferrys | + 2' 00"    |
| 3 | Emilio Cruz        | Ferrys | + 2' 45"    |

### 6.ª etapa[4]
08-09-1960: Puigcerdá - Palafrugell, 178,0 km.:
|   | Ciclista                | Equipo   | Tiempo     |
| - | ----------------------- | -------- | ---------- |
| 1 | Miguel Poblet           | Ferrys   | 4h 50' 14" |
| 2 | Antonio Gómez del Moral | Licor 43 | + 13"      |
| 3 | José Segú               | Kas      | + 33"      |

|   | Ciclista           | Equipo | Tiempo      |
| - | ------------------ | ------ | ----------- |
| 1 | Miguel Poblet      | Ferrys | 20h 40' 58" |
| 2 | José Pérez-Francés | Ferrys | + 3' 33"    |
| 3 | Emilio Cruz        | Ferrys | + 4' 18"    |

### 7.ª etapa[5]
09-09-1960: Palafrugell - Manresa, 214,0 km.:
|   | Ciclista        | Equipo   | Tiempo     |
| - | --------------- | -------- | ---------- |
| 1 | Ángel Guardiola | Licor 43 | 5h 48' 29" |
| 2 | Aniceto Utset   | Kas      | m. t.      |
| 3 | Miguel Poblet   | Ferrys   | + 12"      |

|   | Ciclista           | Equipo | Tiempo      |
| - | ------------------ | ------ | ----------- |
| 1 | Miguel Poblet      | Ferrys | 26h 29' 39" |
| 2 | José Pérez-Francés | Ferrys | + 3' 33"    |
| 3 | Emilio Cruz        | Ferrys | + 4' 18"    |

| Clasificación general después de la 7ª etapa \| \| Ciclista \| Equipo \| Tiempo \| \| - \| ------------------ \| ------ \| ----------- \| \| 1 \| Miguel Poblet \| Ferrys \| 26h 29' 39" \| \| 2 \| José Pérez-Francés \| Ferrys \| + 3' 33" \| \| 3 \| Emilio Cruz \| Ferrys \| + 4' 18" \| |                    |        |             |
| | Ciclista           | Equipo | Tiempo      |
| 1 | Miguel Poblet      | Ferrys | 26h 29' 39" |
| 2 | José Pérez-Francés | Ferrys | + 3' 33"    |
| 3 | Emilio Cruz        | Ferrys | + 4' 18"    |

### 8.ª etapa[6]
10-09-1960: Tarragona - Manresa, 135,0 km.:
|   | Corredor        | Equipo | Tiempo  |
| - | --------------- | ------ | ------- |
| 1 | Antonio Karmany | Kas    | 23' 16" |
| 2 | Miguel Poblet   | Ferrys | + 19"   |
| 3 | Emilio Cruz     | Ferrys | + 34"   |

|   | Corredor            | Equipo          | Tiempo     |
| - | ------------------- | --------------- | ---------- |
| 1 | José Segú           | Kas             | 2h 33' 50" |
| 2 | José Pérez-Francés  | Ferrys          | m. t.      |
| 3 | José Luis Talamillo | Brandy Majestad | m. t.      |

|   | Ciclista        | Equipo | Tiempo     |
| - | --------------- | ------ | ---------- |
| 1 | Antonio Karmany | Kas    | 2h 57' 06" |
| 2 | Miguel Poblet   | Ferrys | + 19"      |
| 3 | Emilio Cruz     | Ferrys | + 34"      |

|   | Ciclista           | Equipo | Tiempo      |
| - | ------------------ | ------ | ----------- |
| 1 | Miguel Poblet      | Ferrys | 29h 26' 34" |
| 2 | José Pérez-Francés | Ferrys | + 4' 56"    |
| 3 | Emilio Cruz        | Ferrys | + 5' 03"    |

### 9.ª etapa[7]
11-09-1960: Sant Feliu de Llobregat - Barcelona, 148,0 km.:
|   | Ciclista           | Equipo | Tiempo     |
| - | ------------------ | ------ | ---------- |
| 1 | José Pérez-Francés | Ferrys | 4h 32' 18" |
| 2 | Antonio Suárez     | Faema  | m. t.      |
| 3 | Miguel Poblet      | Ferrys | + 22"      |

|   | Ciclista           | Equipo | Tiempo      |
| - | ------------------ | ------ | ----------- |
| 1 | Miguel Poblet      | Ferrys | 33h 26' 29" |
| 2 | José Pérez-Francés | Ferrys | + 3' 56"    |
| 3 | Emilio Cruz        | Ferrys | + 5' 03"    |

## Clasificación General
|    | Ciclista                 | Equipo          | Tiempo      |
| -- | ------------------------ | --------------- | ----------- |
|    | Miguel Poblet            | Ferrys          | 33h 26' 29" |
| 2  | José Pérez-Francés       | Ferrys          | + 3' 56"    |
| 3  | Emilio Cruz              | Ferrys          | + 5' 03"    |
| 4  | Gabriel Mas              | Faema           | + 5' 50"    |
| 5  | Antonio Bertrán          | Faema           | + 6' 29"    |
| 6  | José Gómez del Moral     | Licor 43        | + 6' 52"    |
| 7  | Manuel Santiago Montilla | Licor 43        | + 7' 09"    |
| 8  | Antonio Gómez del Moral  | Licor 43        | + 8' 12"    |
| 9  | Julio San Emeterio       | Faema           | + 8' 34"    |
| 10 | José Quesada             | C.C. Barcelonès | + 8' 59"    |

## Clasificaciones secundarias
|   | Ciclista                | Equipo   | Puntos      |
| - | ----------------------- | -------- | ----------- |
| 1 | Antonio Gómez del Moral | Licor 43 | 26,5 puntos |
| 2 | Antonio Karmany         | Kas      | 31 puntos   |
| 3 | Miguel Poblet           | Ferrys   | 13 puntos   |

|   | Ciclista                | Equipo   | Puntos    |
| - | ----------------------- | -------- | --------- |
| 1 | Juan Escolá             | Ferrys   | 13 puntos |
| 2 | Vicente Iturat          | Ferrys   | 7 puntos  |
| 3 | Antonio Gómez del Moral | Licor 43 | 5 puntos  |

|   | Ciclista           | Equipo | Puntos      |
| - | ------------------ | ------ | ----------- |
| 1 | Miguel Poblet      | Ferrys | 29,5 puntos |
| 2 | José Pérez-Francés | Ferrys | 80 puntos   |
| 3 | Gabriel Mas        | Faema  | 81 puntos   |

|   | Equipo   | Nacionalidad | Tiempo       |
| - | -------- | ------------ | ------------ |
| 1 | ferrys   | España       | 100h 28' 36" |
| 2 | Faema    | Bélgica      | + 11' 54"    |
| 3 | Licor 43 | España       | + 12' 14"    |